# Crash (película de 2004)
Crash (Alto impacto en México, Vidas cruzadas en Argentina y Crash: Colisión en España) es una película estadounidense de drama, dirigida por Paul Haggis y estrenada en Estados Unidos el 6 de mayo de 2005 y en España el 13 de enero de 2006. La cinta está protagonizada por un reparto coral en el que destacan nombres como Don Cheadle, Terrence Howard, Ryan Phillippe, Matt Dillon, Thandie Newton, Chris "Ludacris" Bridges, Sandra Bullock y Brendan Fraser. Resultó ganadora de tres Premios Óscar en la edición de 2005: Mejor película, Mejor guion original y Mejor montaje.

## Argumento
Es un día más en la ciudad de Los Ángeles. Los detectives Graham Waters (Don Cheadle) y su compañera Ria (Jennifer Esposito) se acercan a una investigación de la escena de un crimen. En la escena de dicho crimen una conductora asiática choca su auto por detrás. Un día antes, Farhad (Shaun Toub), propietario de una tienda persa, y su hija, Dorri (Bahar Soomekh), discuten entre ellos frente al dueño de una tienda de armas cuando Farhad intenta comprar un revólver. El encargado de la tienda se impacienta y, con cierto tono xenófobo, le ordena despectivamente a un enfurecido Farhad que salga de su tienda. Ante tal escena, Dorri decide comprar un arma a su pesar, a modo de desafío. La compra le da derecho al comprador a una caja de munición y ella selecciona una caja roja.
En otra parte de la ciudad, Rick Cabot (Brendan Fraser), el fiscal de distrito local, y su esposa Jean (Sandra Bullock), son asaltados cuando están a punto de entrar en su Navigator, por Anthony (Chris "Ludacris" Bridges) y Peter (Larenz Tate). Más tarde, en la casa de los Cabot, el cerrajero hispano Daniel Ruiz (Michael Peña) está cambiando las cerraduras cuando oye a Jean quejándose de haber sido robada por dos hombres negros y tener ahora que soportar que un tatuado hispano con la cabeza rapada le cambie los cerrojos, convencida de que va a salir y dar copias de las nuevas llaves a "los miembros de su pandilla", lo que provoca el enojo de Daniel. Los detectives Waters y Ria llegan a la escena de un tiroteo entre dos conductores. El pistolero superviviente es un hombre blanco, identificado como un policía encubierto. El pistolero muerto, un hombre negro, se revela también como otro agente de policía encubierto. Hay una gran cantidad de dinero en efectivo dentro del maletero del oficial negro. Es el tercer caso en el que el agente de raza blanca mata a una persona de raza negra.
El oficial de la policía de Los Ángeles John Ryan (Matt Dillon) y su compañero novato, Tom Hansen (Ryan Phillippe), comienzan su patrulla nocturna. Detienen un Navigator similar al robado, a pesar de que los viajeros no concuerdan con las descripciones de los ladrones y los números de matrícula son diferentes. Le piden a la pareja, el director de televisión Cameron Thayer (Terrence Howard) y su esposa Christine (Thandie Newton), que salgan del coche. Cameron es cooperativo, pero Christine ha bebido un poco y protesta. Esto molesta a Ryan, quien aprovecha para excederse, abusar y toquetear sexualmente a Christine con el pretexto del cacheo, ante un intimidado Cameron, que no dice nada. La pareja queda en libertad sin denuncia. Una vez en casa, Christine se enfurece con Cameron por no haber hecho nada mientras era vejada y humillada. Cameron insiste en que lo que hizo fue lo más adecuado y que todo pasó muy rápido. Por la noche, al llegar a casa del trabajo, Daniel encuentra a su joven hija, Lara, escondida debajo de su cama, después de haber oído un disparo afuera. Para consolarla, Daniel le da una "capa invisible e impenetrable", lo que hace que se sienta lo suficientemente segura como para quedarse dormida en su cama. En el Navigator robado, Anthony y Peter discuten sobre temas musicales y racismo sobre cantantes negros y blancos y, en una distracción, golpean algo al pasar junto a una camioneta blanca estacionada. Ya parados, descubren que han atropellado a un hombre asiático, ahora atrapado debajo de la camioneta. Discuten sobre qué hacer con él, y finalmente lo dejan en la puerta de un hospital y se van.
Al día siguiente, en la estación de policía de Los Ángeles, Hansen habla con su superior, el Teniente Dixon (Keith David), sobre su compañero de patrulla. Dixon, un hombre negro, afirma que si Hansen denuncia a Ryan de comportamiento racista, eso podría costar tanto a Hansen como a Dixon sus puestos de trabajo. Dixon le sugiere un cambio de compañero y burlonamente le dice a Hansen que lo justifique alegando que no puede soportar sus incontrolables flatulencias. Ryan visita a Shaniqua Johnson (Loretta Devine), una representante de su empresa aseguradora con quien había tenido anteriormente un enfrentamiento. Le pide disculpas por haberla insultado y le explica que su padre fue diagnosticado previamente con una infección de la vejiga, pero teme que el diagnóstico sea incorrecto y que puede ser cáncer de próstata. Ryan quiere que vea a un médico diferente, pero Shaniqua fríamente le informa de que el plan de salud no lo cubre. Daniel va a cambiar la cerradura de la tienda de Farhad y trata de explicarle que el marco de la puerta está roto y no permite cerrar bien, por lo que tiene que reemplazarla entera. Farhad, cuyo inglés es limitado, no le entiende y acusa a Daniel de intentar estafarle, creyendo que conoce a alguien que cambia puertas y se niega a pagarle. A la mañana siguiente, Farhad descubre que la tienda ha sido saqueada, destruida y pintada con grafiti. Su compañía de seguros no le cubre los daños, calificándolo como un caso de negligencia, ya que le habían aconsejado cambiar la puerta y no lo hizo. Farhad busca y encuentra el nombre completo de Daniel en la factura descartada y jura venganza. El detective Waters visita a su madre, una persona que abusa de drogas duras. Ella le pide que encuentre a su hermano menor desaparecido, él se lo promete y toma nota de que casi no hay comida en el apartamento antes de irse.
Después de grabar un episodio en el estudio donde trabaja Cameron, un productor blanco, Fred (Tony Danza), sugiere que un actor negro no está actuando lo suficientemente "negro", ya que estaba usando una gramática correcta para casarsa. Cameron había quedado satisfecho con la toma que acaba de terminar, pero Fred sugiere fuertemente hacer otra toma, con el actor negro hablando más como "negro". Cameron lo rechaza inicialmente, pero luego cede cuando se ve amenazado su trabajo. Cameron y Christine tienen una discusión por los problemas suyos y Cameron hace que Christine se quede en el estudio. Ryan se encuentra con un accidente de coche y, mientras se arrastra dentro del vehículo que se volcó, se encuentra con Christine, que está atrapada. Al reconocer a Ryan, Christine se vuelve histérica, gritando que él la deje en paz y niega su ayuda, pero la gasolina tiene una fuga del tanque y fluye cuesta abajo hacia el otro coche, que ya ha prendido fuego. Él la calma y con la ayuda de su compañero y los espectadores, Ryan tira a Christine hacia fuera cuando el coche ya está en llamas. Una confusa pero agradecida Christine es llevada por los paramédicos. Cameron detiene su Navigator en una parte de la calle para pensar en lo que hizo. En eso, Anthony y Peter intentan robar a Cameron. Este no se aterra y empieza a discutir con ellos y comienza a golpear a Anthony. Anthony le dice a Peter que le dispare a Cameron, pero Peter no lo hace. En su lugar, trata de parar la pelea. Como llegan oficiales de policía, entre los que está Hansen, Cameron y Anthony corren hacia el coche y saltan dentro cuando Cameron se va, con Anthony conservando el arma y se inicia una persecución. Cameron conduce a un callejón sin salida, toma el arma de Anthony y sale del coche, todo el rato gritando insultos a los agentes. Justo antes de que él saque la pistola, Hansen le convence para dejar de agravar la situación e ir a casa. Hansen ayuda a Cameron ante los otros oficiales, diciéndoles que Cameron no tiene antecedentes de violar la ley y la promesa de darle una "dura" advertencia. Todos se van. Cameron le dice a Anthony que como un hombre negro se avergüenza de él y le devuelve el arma cuando se le cae a Anthony en una parada de autobús.
Usando las páginas blancas del directorio telefónico, Farhad sitúa la dirección de la casa de Daniel y viaja allí con su arma. Cuando la esposa de Daniel, Elizabeth (Karina Arroyave), mira con horror, Farhad le dispara a Daniel a quemarropa. La hija de Daniel, Lara, salta en sus brazos para proteger a su padre con la "capa invisible". Toma a los padres afligidos un momento para darse cuenta de que Lara está milagrosamente ilesa, ya que la caja roja de municiones que había seleccionado Dorri eran de balas de fogueo, lo que hace a la pistola de Farhad inofensiva. Farhad más tarde le dice a su hija que él cree que la niña era su ángel, salvándolo de un crimen terrible. Peter, que se autodetiene, es recogido por Hansen. Ellos tratan de cerrar la brecha entre sus culturas. Hansen ve que Peter tiene una pequeña estatuilla de San Cristóbal como él. Empieza a reír al darse cuenta de que no hay diferencia entre ellos, pero Hansen piensa que está siendo racista. Peter entonces saca su estatuilla de su bolsillo, pero Hansen cree que es un arma y le dispara y mata a Peter. Hansen arroja el cuerpo al lado del camino y luego quema su propio coche en otra parte de la ciudad. Peter se revela como el hermano desaparecido de Waters. Waters y su madre se reúnen en la morgue, y Waters promete encontrar al responsable. Su madre le dice que no se moleste ya que ella lo culpa por la muerte de su hermano. Anthony regresa a la camioneta blanca que es propiedad del hombre asiático que habían atropellado antes. Encuentra las llaves todavía colgadas de la cerradura de la puerta, y conduce la furgoneta. Kim Lee (la mujer asiática del accidente en la apertura de la historia) llega a un hospital en busca de su marido Choi Jin Gui, el hombre al que Peter y Anthony atropellaron. Consciente y coherente, él le dice que se vaya y de inmediato cobre un cheque que él tiene en su billetera. Anthony conduce la camioneta blanca a un desguace que frecuenta, y a medida que inspecciona la camioneta, encuentra a un número de inmigrantes asiáticos que están encadenados y encerrados en la parte trasera de la furgoneta, lo que revela que Choi participaba en la trata de personas. A Anthony le ofrecen $ 500 por cada persona en el camión.
La última escena de la película muestra que la camioneta blanca estaciona en el barrio chino, donde Anthony se acerca a la parte posterior, abre la furgoneta, y libera a los asiáticos. Él le dice a los pasajeros que "esto es Estados Unidos", y le da $ 40 a uno de los hombres, diciéndole a todo el mundo que compren algunos chop suey de comer. Cuando Anthony se va, hay un accidente de menor importancia, que involucra a Shaniqua. La película se cierra con Shaniqua y el otro conductor, quienes han chocado su auto, lanzándose insultos racistas entre sí.

## Reparto
- Don Cheadle como el detective Graham Waters.
- Ryan Phillippe como Tom Hansen.
- Matt Dillon como John Ryan.
- Terrence Howard como Cameron Thayer.
- Chris "Ludacris" Bridges como Anthony.
- Thandie Newton como Christine Thayer.
- Jennifer Esposito como Ria.
- Brendan Fraser como Rick Cabot.
- Shaun Toub como Farhad
- Loretta Devine como Shaniqua Johnson.
- Sandra Bullock como Jean Cabot.
- Agustina Mendez como Rosita.
- Paula Sánchez como Marie.
- William Fichtner como Flanagan.
- Keith David como el teniente Dixon
- Michael Peña como Daniel Ruiz.
- Karina Arroyave como Elizabeth
- Larenz Tate como Peter Waters.
- Bahar Soomekh como Dorri.
- Tony Danza como Fred.
- Dato Bakhtadze como Lucien.
- Ariadne Díaz como Samantha.

## Marco histórico

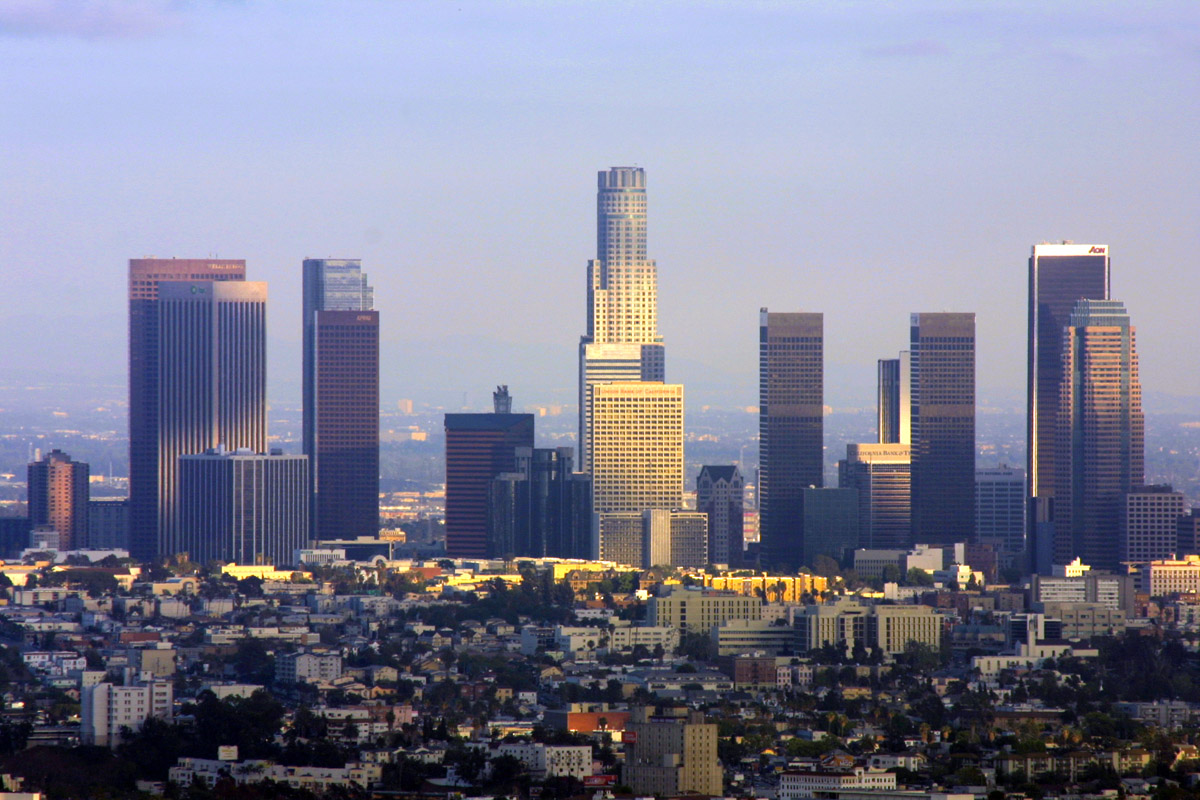
Los Ángeles, ciudad que sirve de escenario a la película.

Crash, una película realizada en Estados Unidos en el año 2004, sitúa su marco histórico en el territorio estadounidense, entre la caída de las Torres Gemelas el 11 de septiembre de 2001 y las elecciones a la presidencia de 2004.
Crash es uno de los efectos del clima moral estadounidense después de una serie de atentados suicidas que implicaron el secuestro de cuatro aviones de pasajeros por parte de miembros de la red terrorista Al Qaeda el 11 de septiembre de 2001, y donde aún había heridas de los disturbios raciales de Los Ángeles de 1992. Durante este período, miles de personas, principalmente jóvenes negros y latinos, se unieron y llevaron a cabo una multitud de infracciones como consecuencia de la respuesta de un jurado que, compuesto casi completamente por blancos, absolvió a cuatro policías, quienes aparecían en grabaciones dando una paliza a un motorista afroamericano.
Ambos hechos muestran la inestabilidad y la desesperación contemporánea en esta ciudad, un territorio lleno de accidentes de tráfico, colisiones de vidas, miedos y prejuicios; el prejuicio racial, como muestra de la sociedad estadounidense y, concretamente, de Los Ángeles, es el hilo vertebrador de Crash. Blancos, negros, latinos, coreanos, árabes e iraníes protagonizan un film marcado por el racismo y la xenofobia del siglo XXI.
En esta sociedad, en la mayoría de los casos, las fobias raciales tienden a alimentar la paranoia colectiva de toda comunidad multiétnica, donde los conceptos de integración y mezcla son una utopía inaccesible.
Así pues, esta película se contextualiza en una ciudad marcada por la convivencia de diferentes culturas, donde todos son víctimas y agresores a la vez.
Por otra parte, la realización se da en un momento políticamente complicado, puesto que llegaban las elecciones a la presidencia con dos grandes candidatos: John Kerry, en el partido demócrata, y George W. Bush, en el partido republicano.
Políticamente, pues, Crash muestra un sistema de gobierno y un sistema policial corrupto, donde el tráfico, el racismo y las amenazas están presentes para resolver situaciones conflictivas entre la población.

## Estructura

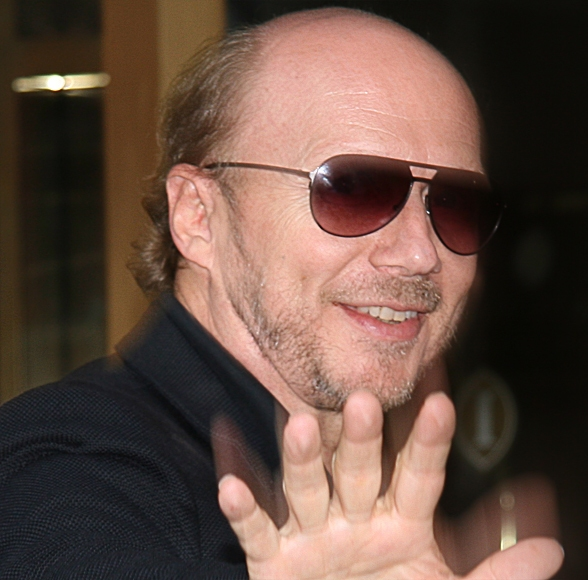
Paul Haggis, director de la película.

Crash es una película compuesta por multitud de historias, las cuales se van entrelazando entre ellas a medida que avanza la narración.
Es un drama que empieza con una serie de seis historias teóricamente independientes y que, posteriormente, el destino o la casualidad acaba uniendo.
El film empieza con un in extrema res, es decir, todo lo que se explica se produce un día anterior al momento en que se inicia la trama argumental.
Así pues, la primera escena, el crimen de un joven afroamericano al lado de una carretera de Los Ángeles, muestra el final de la película sin mostrar la relación existente entre los personajes principales.
Mientras pasan los minutos, las diferentes historias se van llenando de emociones causadas por una discriminación injusta y unos personajes con grandes prejuicios.
Cada historia, ligada a un espacio, un escenario concreto, muestra cómo un hecho desencadena otro, y, así, sucesivamente a lo largo de 100 minutos.
Inicialmente, después del flashback mencionado, Paul Haggis presenta los personajes con sus respectivas problemáticas. A continuación, va desarrollando el hilo argumental enlazando las historias de los protagonistas que ha presentado. Finalmente, concluye el entramado cerrando todos los acontecimientos y dando a conocer la relación entre los personajes y el flashback visto en los primeros minutos del largometraje.
Plasmando el racismo, la ira, la esperanza, la muerte, la corrupción, la intolerancia, el sacrificio y la tragedia, entre otros, el final deja una película cerrada desde el punto de vista de la trama argumental, pero abierta a la reflexión sobre estos aspectos de relevancia actual.

## Recepción crítica y comercial
Según el sitio web especializado Rotten Tomatoes, la película obtuvo un 76 % de comentarios positivos, llegando a la siguiente conclusión: "Una cruda y fascinante película sobre la moral y la angustia urbana, Crash analiza los peligros de la intolerancia y la xenofobia en la vida de Los Ángeles".
En el sitio web Metacritic la cinta cuenta con un índice de aprobación de 69 %, basado en 39 comentarios, de los cuales 22 son positivos.

"Paul Haggis escribe con tal franqueza y tan buen oído para las conversaciones rutinarias que los personajes parecen reales y creíbles tras apenas unas palabras. El reparto es uniformemente potente (...) Puntuación: **** (sobre 4)."
Roger Ebert, crítico de cine. Chicago Sun Times.

"Turbulenta, apasionante sucesión de colisiones (...) primer y deslumbrante trabajo como director (...) espléndidamente construida e interpretada (...) Densa en situaciones, llena de recovecos, apasionante y polémica".
M. Torreiro, crítico de cine.

Recaudó 54.5 millones de dólares en Estados Unidos. Sumando las recaudaciones internacionales la cifra asciende a 98 millones de la misma moneda. Su presupuesto fue de 6.5 millones de dólares.
En el momento en que Crash ganó el Óscar a la mejor película, se creó una gran controversia y la decisión fue víctima de abucheos por parte de los asistentes, ya que eran muchos los críticos, e incluso público, que no estaban de acuerdo con la victoria de la película, considerando que debería haber ganado la película de temática homosexual Brokeback Mountain, protagonizada por Heath Ledger y Jake Gyllenhaal.
Por otro lado, Crash se consideró un gran éxito comercial, ya que su escaso presupuesto de 6.5 millones de dólares fue ampliamente recuperado en las taquillas internacionales, llegando a recaudar 98 millones de la misma moneda. Sin embargo, hasta que The Hurt Locker se proclamó ganadora en 2010, Crash era la película ganadora del Óscar a la mejor película que menos había recaudado en las taquillas estadounidenses desde El último emperador (1987).

## Premios y nominaciones
Óscar
| Año  | Categoría              | Persona                              | Resultado |
| ---- | ---------------------- | ------------------------------------ | --------- |
| 2006 | Mejor película         | Mejor película                       | Ganadora  |
| 2006 | Mejor director         | Paul Haggis                          | Candidato |
| 2006 | Mejor guion original   | Paul Haggis Robert Moresco           | Ganadores |
| 2006 | Mejor actor de reparto | Matt Dillon                          | Candidato |
| 2006 | Mejor montaje          | Hughes Winborne                      | Ganador   |
| 2006 | Mejor canción original | Kathleen "Bird" York por In the Deep | Candidata |

Globos de Oro
| Año  | Categoría                              | Persona                      | Resultado  |
| ---- | -------------------------------------- | ---------------------------- | ---------- |
| 2006 | Globo de Oro al mejor actor de reparto | Matt Dillon                  | Candidato  |
| 2006 | Globo de Oro al mejor guion            | Paul Haggis y Robert Moresco | Candidatos |

Premios BAFTA
| Año  | Categoría                          | Persona                             | Resultado  |
| ---- | ---------------------------------- | ----------------------------------- | ---------- |
| 2006 | BAFTA a la mejor actriz de reparto | Thandie Newton                      | Ganadora   |
| 2006 | BAFTA al mejor guion original      | Paul Haggis Robert Moresco          | Ganadores  |
| 2006 | BAFTA al mejor montaje             | Hughes Winborne                     | Candidato  |
| 2006 | BAFTA a la mejor película          | Paul Haggis Bob Yari Cathy Schulman | Candidatos |
| 2006 | BAFTA al mejor actor de reparto    | Matt Dillon                         | Candidato  |
| 2006 | BAFTA al mejor actor de reparto    | Don Cheadle                         | Candidato  |
| 2006 | BAFTA al mejor sonido              | Richard Van Dyke Sandy Gendler      | Candidato  |

Hollywood Film Festival
| Año  | Categoría     | Premio               | Resultado |
| ---- | ------------- | -------------------- | --------- |
| 2006 | Mejor reparto | Hollywood Film Award | Ganadores |

Premios del Sindicato de Actores
| Año  | Categoría              | Persona | Resultado |
| ---- | ---------------------- | --- | --------- |
| 2006 | Mejor reparto          | Sandra Bullock Matt Dillon Chris "Ludacris" Bridges Don Cheadle Thandie Newton Brendan Fraser Ryan Phillippe Jennifer Esposito William Fichtner Larenz Tate Terrence Howard | Ganadores |
| 2006 | Mejor actor de reparto | Matt Dillon | Candidato |
| 2006 | Mejor actor de reparto | Don Cheadle | Candidato |

Premio David de Donatello
| Año  | Categoría                 | Premio             | Resultado |
| ---- | ------------------------- | ------------------ | --------- |
| 2006 | Mejor película extranjera | David de Donatello | Ganadora  |

Medallas del Círculo de Escritores Cinematográficos de 2006
| Categoría                 | Resultado |
| ------------------------- | --------- |
| Mejor película extranjera | Ganadora  |

## Localizaciones
Crash se rodó entre el 8 de diciembre de 2003 y el 31 de enero de 2004 íntegramente en la ciudad de Los Ángeles, Estados Unidos.

## DVD y Blu-ray
Crash salió a la venta en España en formatos DVD y Blu-ray el 13 de septiembre de 2006 y el 19 de noviembre de 2008, respectivamente. Tanto el formato DVD como el Blu-ray contienen el tráiler cinematográfico, audiocomentario del director, entrevistas, escenas eliminadas, ficha técnica, ficha artística, filmografías, making of, videoclip de la canción In the Deep y diferentes documentales.